# 苯佐卡因
苯佐卡因（Benzocaine），又称“阿奈斯台辛”（Anaesthesine），学名对氨基苯甲酸乙酯。

## 性质
无色或白色斜方结晶粉末。无臭，味微苦，后有麻醉感。遇光逐渐变色。难溶于水，微溶于脂肪油，溶于稀酸、乙醇、乙醚、氯仿、杏仁油、橄榄油。

## 制取
可由对硝基甲苯被重铬酸钠／浓硫酸氧化为对硝基苯甲酸，再与乙醇成酯并被铁／冰醋酸还原而得。

## 用途
用作局部麻醉药。作用持久，毒性小。主要用于皮肤病止痒，创伤、痔疮及溃疡面等止痛。有避孕套公司將苯佐卡因加在避孕套上，以延缓男性在性生活中射精的時間。

## 外部連結
- Public Health Advisory: Benzocaine Sprays （页面存档备份，存于） by the Food and Drug Administration.